# 수메르어
수메르어(수메르어: 𒅴𒂠 eme-g̃ir)는 대략 기원전 4000년 경부터 현대의 이라크 남부 지역인 고대 수메르 지역에서 사용했던 언어이다. 수메르어를 점토판에 갈대로 만든 첨필로 쓴 쐐기문자(설형문자)를 해독함으로써 널리 알려지게 되었다. 수메르어는 이집트어와 함께 인류 역사상 문자로 기록된 가장 오래된 언어에 속한다.
가장 오래된 수메르어 토판은 기원전 3200년경에 쓴 장부이지만, 기원전 3000년경 이후부터 수메르 지역에 이주민들이 유입되며 수메르어와 셈어에 속한 아카드어를 혼용하게 되었고, 이로 인해 수메르어와 아카드어는 서로 많은 영향을 주고 받았다. 기원전 2300년을 전후하여 셈족이 설립한 왕조를 중심으로 아카드 왕국이 설립되었지만, 아카드인들은 수메르어의 문자체계를 차용하여 사용했고 수메르 문명의 기술과 문학을 받아들였다. 이로 인해 수메르어는 수메르가 멸망한 뒤에도 오랫동안 문학, 의식, 기술 영역에서 사용되었다.
수메르어는 교착어에 속하는 SOV형으로, 인도유럽어나 셈어에서와 같은 어형 변화는 없고, 알타이제어의 특징인 모음조화의 경향도 있다는 분석도 존재한다. 수메르어는 다른 알려진 어떤 언어와도 계통적 연관성을 찾을 수 없어 고립어로 여겨진다.

## 특징
수메르어는 교착어로서 형태소에 접사가 연결되는 구조를 갖는다. 수메르어는 분열능격을 갖는 언어이자 1인칭이나 2인칭 대명사를 사용할 경우 주어와 술어의 상을 일치시키는 주격-대격 언어이다. 그러나 직설화법을 사용할 경우에는 능격-절대격 언어의 특징을 나타내기도 한다. 이러한 언어학적 특징은 분열 능격을 갖는 대부분의 언어에서도 나타난다. 수메르어의 경우 능격은 “-e”를 접미사로 갖는 경우와 접미사 없이 절대격으로 나타나는 경우가 있다. 수메르어에 나타난 능격의 예로는 lugal-e e2 mu-un-du3(왕이 집을 지었다)와 같은 예문을 들 수 있다.
수메르어는 생물과 관련한 낱말에 대해 남성과 여성을 구분하여 표기하였으나 발음할 때는 구분하지 않았다. 수메르어에는 과거 시제와 현재-미래 시제의 두 가지 시제가 있으며, 완료형과 미완료형을 표시하기 위해 상을 구별한다. 또한 슈메르어는 주격, 장소격, 비교격, 동격 등에 따른 격변화가 있다.
수메르어의 또 다른 특징은 수 많은 동음이자가 존재한다는 것이다. 예를 들어 du는 글자에 따라 du = "가다"를 뜻하거나, du3 = dù = "(집을) 짓다"를 뜻할 수 있다. 이 때문에 수메르어를 연구하는 학계에서는 발음으로 수메르어를 표기할 때에는 번호를 부여하여 이를 구분하는 관례가 수립되었다.

## 변화

### 시기적 변화
수메르어 문자 체계의 변화는 대략 다음과 같이 구분할 수 있다.
- 고대 수메르어 — 기원전 2500 - 2350년
- 사르곤 시기 – 기원전 2350 – 2150년
- 우르 제3왕조 시기 — 기원전 2100 – 2000년
- 고-바벨 시기 - 기원전 1900 – 1600년

### 방언
수메르어에는 에메-응기르(eme-ĝir)와 에메-쌀(eme-sal)이라 불린 방언이 있었다. 에메-응기르는 표준어를 뜻하고 에메-쌀은 여자들이 쓰는 말이란 뜻이다.

## 문자

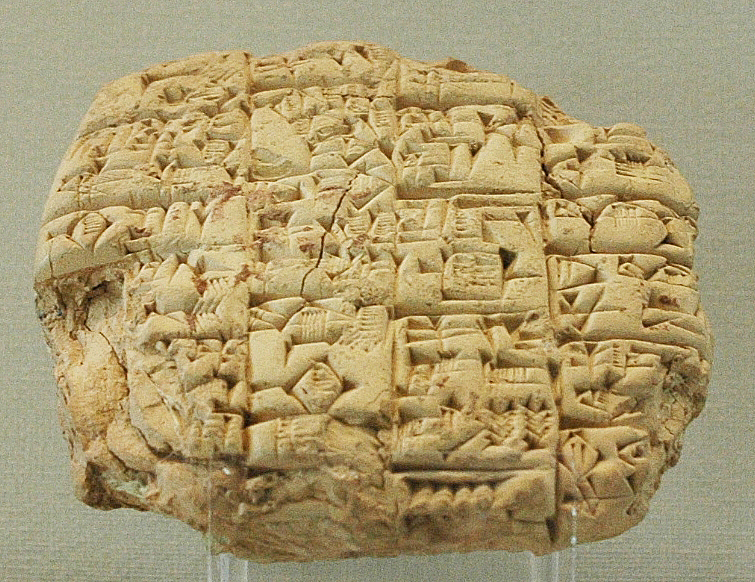
기원전 2400년 무렵 대사제 루에나가 라가시의 왕 우루카기나에게 보낸 편지. 그의 아들이 전사하였음을 전하고 있다. 고대 기르수지역이었던 텔로에서 발굴되었다.

수메르인들은 기원전 3000년대 말 경에 점토에 문자를 새기기 시작하였다. 이 때에는 상형문자에 가까웠으며 단순한 행정기록만을 남길 수 있었다. 이후 수 세기 동안 문자체계를 수정하고 형성하여 아주 양식화된 순수한 표음문자 체계로 발전하여 기원전 2500~2000년 사이에는 가장 복잡한 역사적, 문학적 작품도 어렵지 않게 표현할 수 있는 충분한 감각과 유연성을 갖춘 쐐기문자(설형(楔形)문자) 체계가 되었다. 기원전 2000년대가 끝나기 전에 수메르인들이 점토판, 기둥, 원주 등에 당시까지 구전되어 내려오던 문학적 창작물들을 새겼다.
기원전 약 3000년 무렵까지 초기 수메르어 문자는 사물을 간략히 그려 넣은 그림 기호에서 출발하였다. 이후 이 그림 문자들이 보다 간략히 정리되면서 점토에 쐐기 모양의 철필을 이용하여 새긴 설형문자로 발전하였다. 초기 설형문자는 여전히 하나의 문자가 하나의 의미를 뜻하는 상형문자의 성격을 갖고 있었으나, 시간이 지남에 따라 음절의 음가만을 표기하는 음절문자로 발전하게 되었다.
우르 제3왕조 시기에 아카드어-수메르어 사전이 만들어졌다. 오늘날 수메르어 문자의 해석은 이를 바탕으로 한 것이다.

## 해독

### 설형문자의 해독

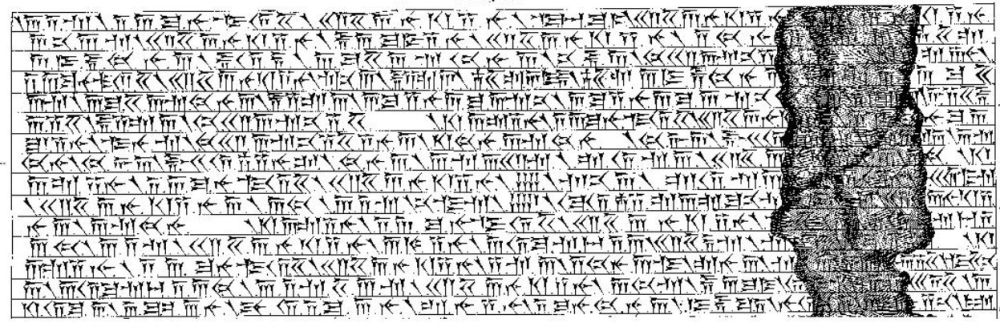
설형문자 해독에 단서를 제공한 베히스툰 비문

설형문자를 해독하는데 결정적인 단서를 제공한 것은 베히스툰 비문이다. 베히스툰 비문은 고대 페르시아어, 엘람어, 아카드어의 세 언어로 같은 내용을 새겨놓았다.
1802년 독일의 금석학자인 게오르그 프리드리히 그로테펜트가 설형문자의 해독을 시작하였다. 이후 1838년 영국의 핸리 로우린슨이 그로테펜트의 작업 내용과 현대 페르시아어에 대한 지식을 바탕으로 베히스툰 비문의 페르시아어 부분을 번역하기 시작하였다. 1843년 로우린슨은 비문의 페르시아어 부분에 대한 해독작업을 마쳤다. 이 과정에서 로우린슨과 다른 학자들은 고대 페르시아어를 통해 확인할 수 있는 아카드어 설형문자 37개를 확보하였다. 이후 고고학 발굴이 활기차게 진행됨에 따라 더 많은 설형문자 텍스트가 발견되었고, 이 설형문자들이 대부분 아카드어로 된 것임을 알게 되었다. 비문을 통해 해독의 단서를 찾은 금석학자들은 아카드어를 해독하였고 아카드어가 셈어파에 속한다는 것을 확인하였다. 한편, 1850년 아일랜드의 에드워드 힝크스는 셈어파인 아카드어의 특징으로는 설명할 수 없는 어근을 사용하는 특이한 설형문자를 발견하였다. 그는 나중에 이 설형문자가 수메르어로 된 것이라는 것을 알게 되었다.

### 수메르어의 해독
1885년 로우린슨은 바빌로니아 남부 지역인 니푸르, 라르사, 우르크 등지에서 발견된 셈어파가 아닌 설형문자에 대해 학계에 보고하였다. 이 설형문자에 대해 줄리우스 오페르트와 같은 학자는 투르안의 것이라 추측하기도 하였다. 1856년 힝크스는 자신이 발견한 설형문자가 교착어의 성질을 보인다는 점을 들어 오페르트의 견해를 비판하였다. 1869년 오페르는 셈어파가 아닌 이 언어를 수메르어라고 하자고 제안하였는데, 이는 발견된 설형문자에 나오는 "아카드와 수메르의 왕"이라는 표현에서 아카드 왕국에 아카드어가 아닌 언어를 사용하는 수메르라는 지역이 있었을 것이라는 추측에서 비롯된 것이었다. 수메르와 아카드어를 비교하는 최초의 과학적 연구 성과는 1879년 발간된 파울 하우프트의 《수메르 가족법》(독일어: Die sumerischen Familiengesetze)이었다.
1877년 프랑스의 에르네스트 데 사르제는 라가시의 수도였던 기르수가 있었던 텔로에서 수메르 유적을 발굴하였다. 1884년 사르제는 자신이 발견한 수메르어 점토판을 번역하여 《칼데아에서의 발견》(프랑스어: Découvertes en Chaldée)을 출간하였다. 1888년에는 펜실베이니아 대학교에서 니푸르를 발굴하였다.
1874년 프랑스에서 활동하던 터키 출신의 동양학자 조세프 하레비는 다양한 음성을 구분하기 위한 복잡한 숫자들과 판독이 어려운 기호들이 나열되어 있는 수메르어를 해독하기 위해서는 자연 언어를 다루는 방법으로 접근하는 것보다는 차라리 암호학의 방법이 효과적일 것이라고 주장하였다. 이 주장을 놓고 아시리아학을 연구하는 학자들은 격론을 벌였으나, 1885년에 이르러서는 아시리아학의 권위자였던 프리드리히 데리취마저 하레비의 의견을 받아들이게 되었다.
1908년 아시리아학자였던 스테펀 랭던은 샤를 비로뢰드의 우가리트 발굴 결과를 바탕으로 《수메르어-아시리아어 어휘》를 출간하였다. 랭던의 작업은 한동안 신뢰를 받지 못하였으나 부르노 마이스너는 랭던의 약자 표기를 높게 평가하였다.
1944년 수메르학자 사무엘 노아 크라메르는 자신의 해독 결과를 정리하여 《수메르 신화》를 출간하였다.

## 음운론
수메르어를 실제로 사용하는 사람들이 살아 있지 않기 때문에 수메르어의 음운론에 대한 연구는 추정에 머무를 수 밖에 없다. 주로 쐐기문자를 계승해서 사용했던 아카드어 발음을 기초로 수메르어의 음운을 재구성한다.

### 자음
|        |        | 양순음 | 치경음 | 후치경음 | 연구개음 |
| ------ | ------ | ------ | ------ | -------- | -------- |
| 비음   | 비음   | m      | n      |          | ŋ        |
| 파열음 | 평음   | p      | t      |          | k        |
| 파열음 | 유기음 | pʰ     | tʰ     |          | kʰ       |
| 마찰음 | 마찰음 |        | s      | ʃ        | x        |
| 파찰음 | 파찰음 |        | ts     |          |          |
| 유음   | 탄음   |        | ɾ      |          |          |
| 유음   | 설측음 |        | l      |          |          |

### 모음
필기체계를 통해 구분할 수 있는 분명한 모음은 아(a), 에(e), 이(i), 그리고 우(u) 소리이다. 악카드어에서 더러 다르게 음역되는 현상이 나타나기 때문에, 이 네 가지 모음 이외에 다른 모음이 있었으리라 짐작하는 학자들도 있다. 그러나 아직까지 확실하게 증명할 수는 없는 단계이다.
학자들은 모음조화 현상이나, 모음동화 현상이 있다고 주장하기도 한다.
다음과 같은 모음 축약현상은 진번하게 나타난다.
i + a > a:
u + a > a:
u + e > e:
u + e > u:

## 문법

### 명사
수메르어 명사는 대개 한 음절에서 세 음절 정도의 길이이다. 에(e2)는 '집', 이기(igi)는 '눈', 샤칸카(šakanka)는 '시장'이라는 뜻이다. 명사를 꾸미는 형용사는 명사 뒤에 온다. lugal maḫ "고귀한 왕"
명사 뒤에 명사를 꾸미는 어미들이 따라오며 구를 이루며, 대개 다음과 같은 순서를 따른다. 명사 - 형용사 - 속격어미 - 종속절 - 소유격어미 - 복수어미 - 격어미. 예를 들어 dingir gal-gal-gu-ne-ra는 '명사 형용사(반복)-소유격어미-복수어미-여격어미'이며 '내 위대한 신들을 위하여/에게'라는 뜻이다.
명사의 복수형은 복수어미(-ne) 외에도 다른 낱말(hi-a '다양한' meš 복수형)을 쓰거나 명사를 반복해서 표시할 수 있다.
명사의 격어미는 절대격(ø), 능격(-e), 향격(-e), 속격(-ak), 비교격(-gin), 여격(-ra), 간접목적격(-eše), 수반격(-da), 처소격(-a), 탈격(-ta)이 있다.
독립인칭대명사는 g̃e26-e (1st p. sing.), ze2-e (2nd p. sing.), a-ne or e-ne (3rd p. sing. human), and a/e-ne-ne (3rd p. pl. human) 등이 있다. 소유격어미는 -g̃u10 (1st p. sing.), -zu (2nd p. sing.), -(a)-n(i) (3rd p. sing. human), -b(i) (3rd p. sing./pl. non-human), -me (1st pers. pl.), -zu-ne-ne (2nd p. pl.), and -(a)-ne-ne (3rd pers.pl. animate) 등이 있다.
수사
동사

## 참고 문헌
- Rubio, Gonzalo (2007), "Sumerian Morphology". In Morphologies of Asia and Africa, vol. 2, pp. 1327–1379. Edited by Alan S. Kaye. Eisenbrauns, Winona Lake, IN, ISBN = 1-57506-109-0.